# Marquesado de Orellana
El marquesado de Orellana fue un título nobiliario español concedido por el rey Felipe III de España el 28 de febrero de 1610 a favor de Pedro Rodríguez de Fonseca y Figueroa Figueroa y Orellana, caballero de la Orden de Alcántara. El 22 de junio de 1643, el rey Felipe IV de España subrogó este marquesado por el marquesado de la Lapilla, con motivo de la concesión a otro linaje del marquesado de Orellana la Vieja.

## Marqueses de Orellana
- Pedro Rodríguez de Fonseca y Figueroa Figueroa y Orellana, I marqués de Orellana;
- Pedro Rodríguez de Fonseca y Figueroa, II y último marqués de Orellana luego I marqués de la Lapilla.